# رمال السيليكا
رمال السيليكا أو رمال الكوارتز هي صخور رملية بيضاء نقية تحتوي على نسبة عالية من السليكا (SiO2 أكثر من 99%) تتكون بشكل رئيسي من حبيبات معدن الكوارتز وتحتوي على كمية قليلة من الشوائب والمعادن الثقيلة (أقل من 0.1%). أما مصطلح الرمل الزجاجي فيطلق على رمال السليكا (الكوارتز) التي لها مواصفات فيزيائية وكيميائية تتناسب مع صناعة الزجاج مثلاً حجم الحبيبات الذي يتراوح غالباً ما بين 100 – 500 ميكرون ونسبة أكاسيد الحديد (Fe2O3) تقل عن 0.05%.
تتكشف رمال السليكا في عدة مناطق في جنوب الأردن وتعود هذه الرمال إلى عصر الأوردفيشي الأسفل والكريتاسي الأسفل.

## استخدامات رمال السليكا في الصناعة[2]
1. الأواني الزجاجية، زجاج الكريستال، الألواح الزجاجية، الألياف الزجاجية، زجاج البصريات.
2. قـوالـب السباكــة
3. عامل مخفض لدرجة الإذابة للأكاسيد القاعدية في عمليات الإذابة.
4. مواد صقل وفي صناعة الخزف والطوب.
5. فلاتر لتنقية المياه في محطات المياه العادمة وبرك السباحة.
6. مادة مالئة وباسطة في صناعة المطاط، البلاستيك، الورق، الدهانات وفي نوع خاص من الاسمنت.
7. في الصناعات الكيميائية المختلفة.
8. في صناعة بعض أنواع الخرسانات الاسمنية مثل GFRC.